# Labaro
Labaro är Roms femtiosjunde zon och har beteckningen Z. LVII. Zonen har fått sitt namn av labarum, det militära standar med symbolen ☧, vilket instiftades av den romerske kejsaren Konstantin den store. Zonen Labaro bildades år 1961. 
Labaro gränsar till Prima Porta, Marcigliana, Grottarossa och La Giustiniana.

## Kyrkobyggnader
- San Melchiade
- Santa Maria Consolatrice
- San Crispino da Viterbo
- Sant'Alfonso Maria de Liguori

## Arkeologiska lokaler
- Tombe della rupe di Saxa Rubra
- Mausoleo La Celsa
- Ponte della Valchetta

## Övrigt
- Medeltida befästning vid Mausoleo La Celsa
- Torre della Valchetta
- Fontana dei Quattro Fiumi, även benämnd "Fontanone" 41°59′42″N 12°29′07″Ö / 41.994939°N 12.485382°Ö
- Monument över brandmannen Giampaolo Borghi 41°59′16″N 12°29′40″Ö / 41.987732°N 12.494362°Ö

## Kommunikationer
- Järnvägsstationen Labaro på linjen Roma-Civitacastellana-Viterbo

## Bilder
| - San Melchiade. - San Crispino da Viterbo. - Sant'Alfonso Maria de Liguori. |